# Thiruvennainallur
Thiruvennainallur é uma panchayat (vila) no distrito de Viluppuram, no estado indiano de Tamil Nadu.

## Demografia
Segundo o censo de 2001,  Thiruvennainallur  tinha uma população de 8517 habitantes. Os indivíduos do sexo masculino constituem 50% da população e os do sexo feminino 50%. Thiruvennainallur tem uma taxa de literacia de 68%, superior à média nacional de 59.5%: a literacia no sexo masculino é de 77% e no sexo feminino é de 59%. Em Thiruvennainallur, 12% da população está abaixo dos 6 anos de idade.